# Hudson & Rex
Hudson & Rex è una serie televisiva canadese diretta da Felipe Rodriguez, Alison Reid e John Vatcher. La serie è il remake del telefilm Il commissario Rex.
Viene trasmessa dal 25 marzo 2019 su Citytv.
In Italia viene trasmessa dal 4 agosto 2019 sui canali Rai (Rai 3 e Rai Premium).

## Trama
Charlie Hudson è un detective della polizia criminale del dipartimento di Saint John's che ha sempre desiderato fare questo mestiere. Il cane poliziotto Rex, invece, dopo la morte di Grace Lindsey, la poliziotta con cui lavorava, è destinato ad essere soppresso. Hudson incontra il pastore tedesco durante un'indagine e decide di tenerlo con sé, salvandolo. Una giusta scelta perché il cane si rivelerà molto utile nel risolvere le indagini. I due saranno affiancati dal sovrintendente Joseph Donovan, dalla capo della polizia scientifica Sarah Truong e dall'esperto informatico Jesse Mills. Risolveranno insieme tanti casi grazie all'aiuto o all'intervento del cane poliziotto Rex

## Episodi
| Stagione         | Episodi | Prima TV Canada | Prima TV Italia |
| ---------------- | ------- | --------------- | --------------- |
| Prima stagione   | 13      | 2019            | 2019-2020       |
| Seconda stagione | 19      | 2019-2020       | 2020-2021       |
| Terza stagione   | 16      | 2021            | 2021-2022       |
| Quarta stagione  | 16      | 2021-2022       | 2022-2023       |
| Quinta stagione  | 20      | 2022-2023       | 2023            |
| Sesta stagione   | 16      | 2023-2024       | 2024            |
| Settima stagione | 8       | 2025            | 2025            |

## Personaggi e interpreti
- John Reardon interpreta il detective Charlie Hudson, doppiato da Stefano Crescentini
- Mayko Nguyen interpreta il capo della scientifica Sarah Truong, doppiata da Emanuela Damasio
- Kevin Hanchard interpreta il sovrintendente Joseph Donovan, doppiato da Riccardo Scarafoni
- Justin Kelly interpreta l'esperto informatico Jesse Mills, doppiato da Flavio Aquilone
- Diesel vom Burgimwald interpreta il cane poliziotto Rex, partner di Charlie Hudson

## Produzione
La prima stagione è stata girata nell'ottobre 2018 a Saint John's, nella provincia di Terranova e Labrador.
Diesel vom Burgimwald (Rex) è stato il quindicesimo discendente del cane da pastore tedesco che ha recitato nel telefilm austriaco degli anni novanta Il commissario Rex su cui è basato Hudson & Rex. Altri due pastori tedeschi, Izzy e Iko, che sono i nipoti di Diesel vom Burgimwald, si sono esibiti in alcune acrobazie. Diesel vom Burgimwald ha seguito un addestramento di allenamento prima di essere scelto come Rex.  Il cane muore durante il corso delle riprese della settima stagione.
Il 30 maggio 2019, Citytv ha rinnovato la serie per una seconda stagione.
Nel giugno 2020 la produzione annuncia l'inizio della terza stagione a luglio seguendo i protocolli dovuti alla pandemia COVID-19 in Canada. Citytv ha rinnovato la serie per una quinta stagione.
Il 14 aprile 2023 CityTV ha rinnovato la serie per una sesta stagione. 

## Distribuzione
Hudson & Rex è stato presentato in anteprima il 25 marzo 2019 su Citytv con la prima stagione composta da 16 episodi. Tuttavia, i primi 13 episodi sono stati utilizzati solo per la prima stagione. I restanti tre episodi sono programmati per essere trasmessi come parte della seconda stagione. La seconda stagione è stata trasmessa tra l'autunno 2019 e la primavera 2020. La terza stagione è stata presentata per la prima volta il 5 gennaio 2021. Alla conclusione dell'episodio finale della terza stagione, il 20 aprile 2021, i membri del cast hanno annunciato che la quarta stagione era stata approvata e le riprese sarebbero iniziate a breve.
In Italia, la serie va in onda dal 4 agosto 2019 su Rai 3.